# Giovanni Battista Ferrari
Giovanni Battista Ferrari (Siena, 1584 circa – Siena, 1º febbraio 1655) è stato un gesuita, botanico e orientalista italiano.

## Biografia
Non è nota con sicurezza la data di nascita di Giovanni Battista Ferrari. Nei Catalogi dell'Archivum Romanum Societatis Iesu viene indicata più volte il 1º maggio 1585; in altri documenti nei quali si riportava la sua età, tuttavia, questa veniva riportata in termini per i quali l'anno di nascita si calcola fra il 1582 e il 1584. Ferrari entrò nella Compagnia di Gesù il 24 aprile 1602; studiò al Collegio Romano. Divenne professo il 30 maggio 1621. Orientalista, fu per ben ventotto anni professore di Lingua ebraica al Collegio Romano; fece anche parte della congregazione cardinalizia per la traduzione della Bibbia in lingua araba. A Roma fu attivo nella cerchia di intellettuali e artisti radunata attorno a Cassiano dal Pozzo e ai cardinali Antonio e Francesco Barberini. Pubblicò numerose opere teologiche ed erudite.
Appassionato di Botanica, Ferrari è ricordato soprattutto per il trattato Flora, seu De florum cultura lib. 4, pubblicato dapprima in lingua latina nel 1633 e ristampato in traduzione italiana nel 1638. L'opera, dedicata al cardinale Francesco Barberini, è molto bella dal punto di vista iconografico, avendo contribuito con illustrazioni e incisioni alcuni dei più importanti artisti dell'epoca barocco: i disegni sono stati eseguiti da Guido Reni, Pietro da Cortona, Giovanni Lanfranco e Andrea Sacchi, le incisioni da Johann Friedrich Greuter, Anna Maria Vaiana e Claude Mellan. Scopo dell'opera è la diffusione delle tecniche per la coltivazione dei fiori e delle piante ornamentali, principalmente di quelli esotici, molto ricercati nel XVII secolo (i cosiddetti "fiori pellegrini"). Nel primo libro si introduce all'arte del giardinaggio, dando una panoramica generale sulla coltivazione dei fiori e sul giardinaggio; nel secondo e nel terzo libro si tratta dei fiori pellegrini, mentre il quarto libro è dedicato soprattutto alle decorazioni floreali

## Opere
- (LA) Giovanni Battista Ferrari, Nomenclator syriacus Io. Baptistae Ferrarii Senensis e Societate Iesu, Stefano Paolini, 1622.

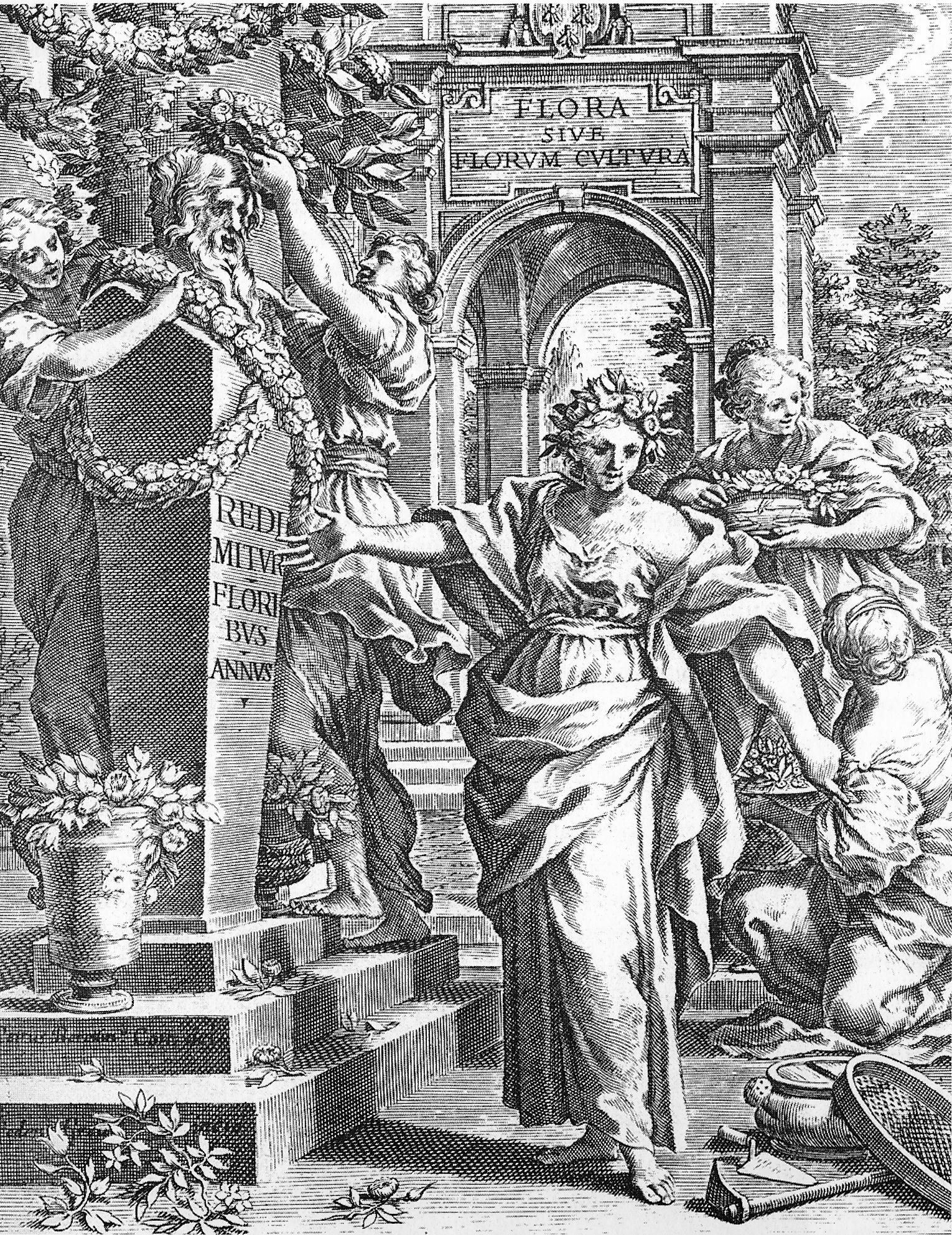
Frontespizio dal Flora, ediz. 1638; disegno di Pietro da Cortona; incisione di Johann Friedrich Greuter

- Flora ouero Cultura di fiori del p. Gio. Battista Ferrari senese della Comp. di Giesu distinta in quattro libri e trasportata dalla lingua latina nell'italiana da Lodouico Aureli, etc., In Roma: per Pier'Antonio Facciotti, 1638. Editio nova. Accurante Bernh Rottendorffio ..., Amstelodami: prostant apud Joannem Janssonium, 1646 (Google books)
- Flora overo Cultura di fiori del P. Gio. Battista Ferrari sanese della Comp. di Giesu distinta in quattro libri e trasportata dalla lingua latina nell'italiana da Lodovico Aureli Perugino, Ristampa anastatica, Ripresa dell'edizione: Roma: P. Facciotti, 1638, Roma: M. Vivarelli, 1975
- Flora, overo Cultura di fiori, Riproduzione in facsimile a cura e con introduzione di Lucia Tongiorgi Tomasi; testi di Alberta Campitelli e Margherita Zalum, Firenze: L. S. Olschki, 2001
- Hesperides siue de malorum aureorum cultura et vsu Libri quator Io. Baptistae Ferrarii Senensis e Societate Iesu, Ristampa anastatica dell'ed.: Romae: Sumptibus Hermanni Scheus, 1646; Milano: F. Motta, 1992
- In funere Marsilij Cagnati medici praestantissimi laudatio Ioannis Baptistae Ferrarij Senensis e Societate Iesu: habita in aede S. Mariae in Aquiro 5. Kal. Augusti 1612, Romae: apud Iacobum Mascardum, 1612
- Io. Bapt. Ferrarii ... De florum cultura libri 4, Incisioni disegnate da Pietro da Cortona, Guido Reni, Andrea Sacchi, incise da Johann Friedrich Greuter e Claude Mellan. Un'incisione e disegnata ed incisa da Anna Maria Vaiani, Romae: excudebat Stephanus Paulinus, 1633.
- Io. Bapt. Ferrarii Senen. Societatis Iesu Orationes, Lugduni: sumptibus Ludouici Prost, haeredis Rouille, 1625
- Io. Bapt. Ferrarii Senensis ... Orationes, Venetiis: apud Beleonium, 1644
- Io. Bapt. Ferrarii Senensis e Soc. Iesu Orationes, Romae: apud Franc. Corbellettum, 1627
- Io. Bapt. Ferrarii Senensis e Societate Iesu Orationes quartum recognitae et auctae, (Romae: typis Petri Antonij Facciotti, 1635)
- Io. Baptistae Ferrarii senensis ... Orationes, Mediolani: apud haer. Pacifici Pontij, & Io. Baptistam Piccaleum, impressores archiepiscopales, 1627
- Ioh. Bapt. Ferrarii Senensis e Societ. Iesu Orationes, Nouissima editio iuxta exemplar, Coloniae: apud Cornel. Egmont, imprim. 1634
- Joh: Baptistae Ferrarii Senensi, S.I. Flora, seu De florum cultura lib. 4, Editio nova. Accurante Bernh Rottendorffio, Amstelodami: prostant apud Joannem Janssonium, 1664
- Joh: Bptistae Ferrarii Senensi, S.I. Flora, seu de florum cultura lib. 4, Editio nova. Accurante Bernh Rottendorffio ..., Amstelodami: Prostant apud Joannem Janssonium, 1664
- La luce più risplendente in mezzo alle tenebre col trionfo della verità, e della ragione nella risposta data dal dottore Gio: Paolo Ferrari patrizio di Parma, e medico collegiato, ec. alle due lettere dell'eccellentissimo signor dottore Matteo Giorgi Genovese e di Flavio Brandoletti, all'illustrissimo signor conte Quaranta Paolo Zambeccari, nobile bolognese, ec, Lucca: per Leonardo Venturini, 1713
- P. Io. Baptistae Ferrarii e societate Iesu De Christi liberatoris obitu oratio in sacello pontificum Vaticano ipso Parasceues die habita, Romae: typis Alexandri Zannetti, 1623
- Trattato utile, necessario ad ogni agricoltore per guarir caualli, buoi, vacche cani, asini, muli, & uccelli di gabbia, con il modo di castrar porci; & il rimedio di guarir le bestie bouine dal can[?] volante; con il modo di coltiuar giardini, e di ben piantar un' horto, & un pronostico perpetuo con due anatomie, una delli membri e viscere, e l'altra delle [ossa] de' caualli di Gio. Battista Ferrari, Bologna: per gli eredi del Pisarri, 1681